# (11067) Greenancy
(11067) Greenancy (1992 DC3) – planetoida z pasa głównego asteroid okrążająca Słońce w ciągu 5,11 lat w średniej odległości 2,97 j.a. Odkryta 25 lutego 1992 roku.